# مستشفى شارل نيكول
مستشفى شارل نيكول هو مستشفًى يقع في مدينة تونس بشارع 9 أفريل 1938، قرب باب العلوج. هو مؤسسة عمومية تحوي مختلف الاختصاصات.
تأسس هذا المستشفى عام 1897 تحت اسم المستشفى المدني الفرنسي (بالفرنسية: Hôpital civil français). وقد اتخذ تسميته الحالية عام 1946، تخليدا لذكرى الطبيب والعالم الفرنسي شارل نيكول الذي أدار معهد باستور بتونس وحصل على جائزة نوبل عام 1928.
وهو مستشفى جامعي، ومما ساعد على ذلك قربه من كلية الطب بتونس. وهو من جهة أخرى لا يقتصر على المرضى من العاصمة وإنما يقصده المرضى من كافة الجهات الداخلية. ويعتبر أكبر مستشفى من حيث عدد الأسرة بـ1025 سرير.
يضم هذا المستشفى 30 قسما تمسح ما مجموعه 14 هكتارا. ويغطي تقريبا كل الاختصاصات، وهو يضم قسم الاستعجالات، و21 عيادة خارجية، و17 قسما للعلاج، و7 مخابر، وقسم أشعة، وصيدلية. وبالنسبة للجراحة توجد بالمستشفى 30 قاعة لإجراء العمليات الجراحية.

يتكون إطار مستشفى شارل نيكول حاليا من 266 إطارا طبيا، و130 مقيما، و136 داخليا، 1216 إطارا شبه طبي. ويتجاوز عدد الفحوصات الخارجية سنويا المائتي ألف.

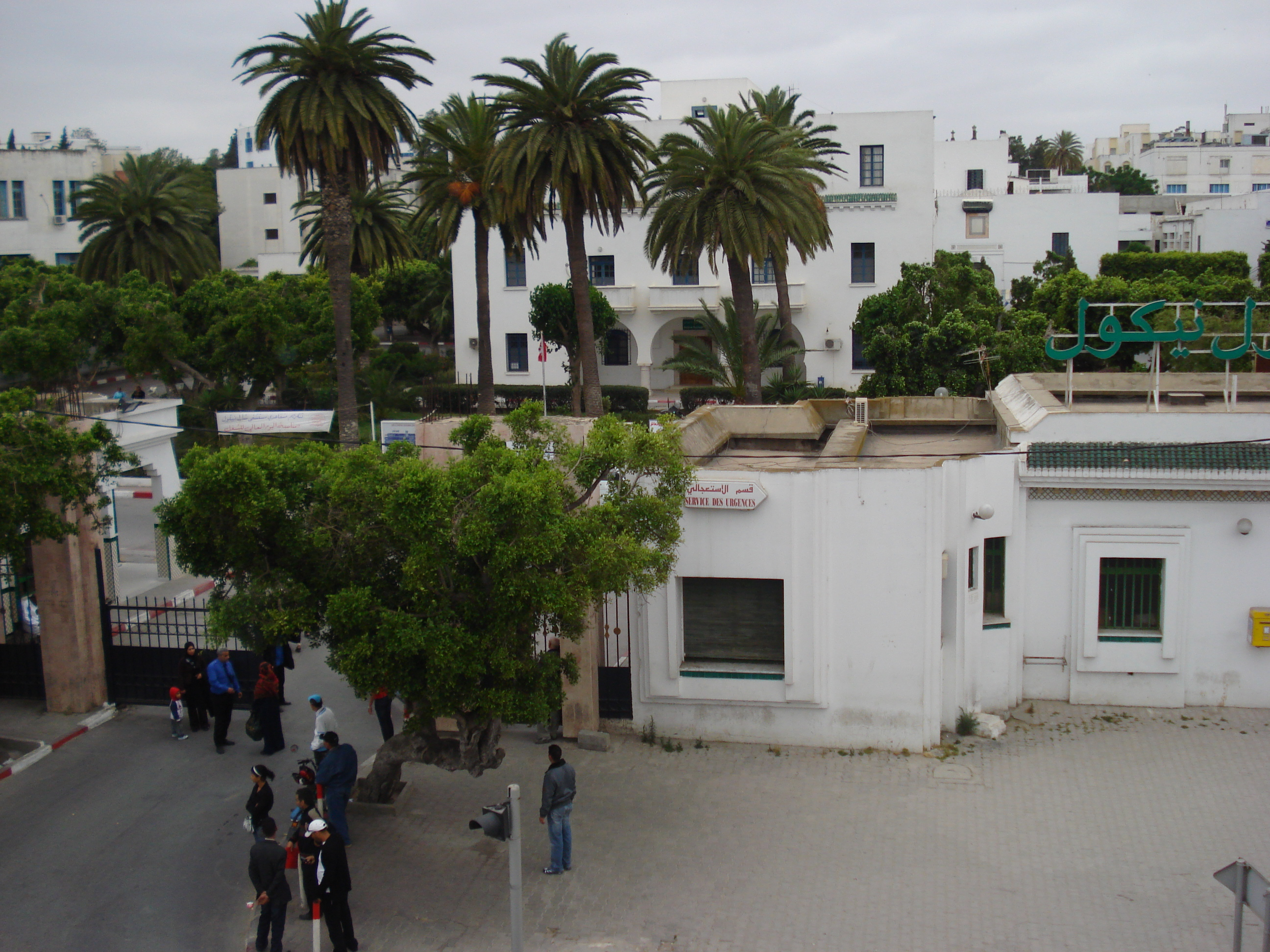
مدخل مستشفى شارل نيكول

## روابط خارجية
- (بالفرنسية) تعريف بمستشفى شارل نيكول نسخة محفوظة 17 نوفمبر 2007 على موقع واي باك مشين..
- (بالفرنسية) قائمة الاختصاصات المتوفرة بمستشفى شارل نيكول.